# Mehdi Kamrani
Mahdi Kamrany (en persan : مهدی کامرانی), né le 1er juin 1982 à Ray, en Iran, est un joueur iranien de basket-ball, évoluant au poste de meneur.

## Carrière
Kamrani participe au Championnat d'Asie 2013 avec l'équipe d'Iran. Il en est le meilleur passeur 6,6 passes décisives par rencontre. Le championnat est remporté par l'Iran.

## Palmarès
- Champion d'Asie 2007, 2009, 2013.